# Efetor TAL
Os Efetores TAL (efetor pseudo-ativador de transcrição) de proteínas são produzidos por bactérias no gênero Xanthomonas, que são patógenos de plantas amplamente distribuídos em várias espécies de plantas.

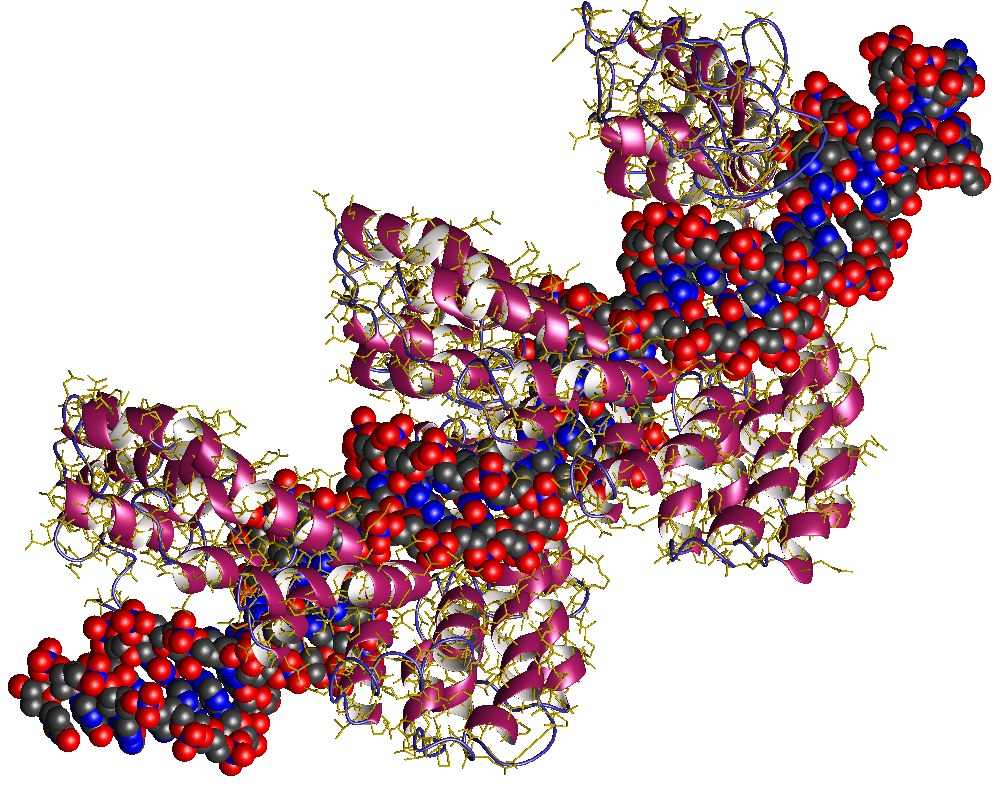
Efetor TAL, Xanthomonas oryzae.

1. ↑  abreviação em inglês: "Transcription activator–like"